# Ника Пеония
Ника Пеония — древняя статуя греческой богини победы Ники, выполненная скульптором Пеонием в 425—420 годах до н. э.
Оригинал скульптуры в настоящее время находится в Археологическом музее Олимпии (инвентарный номер 46-8).

## История и описание

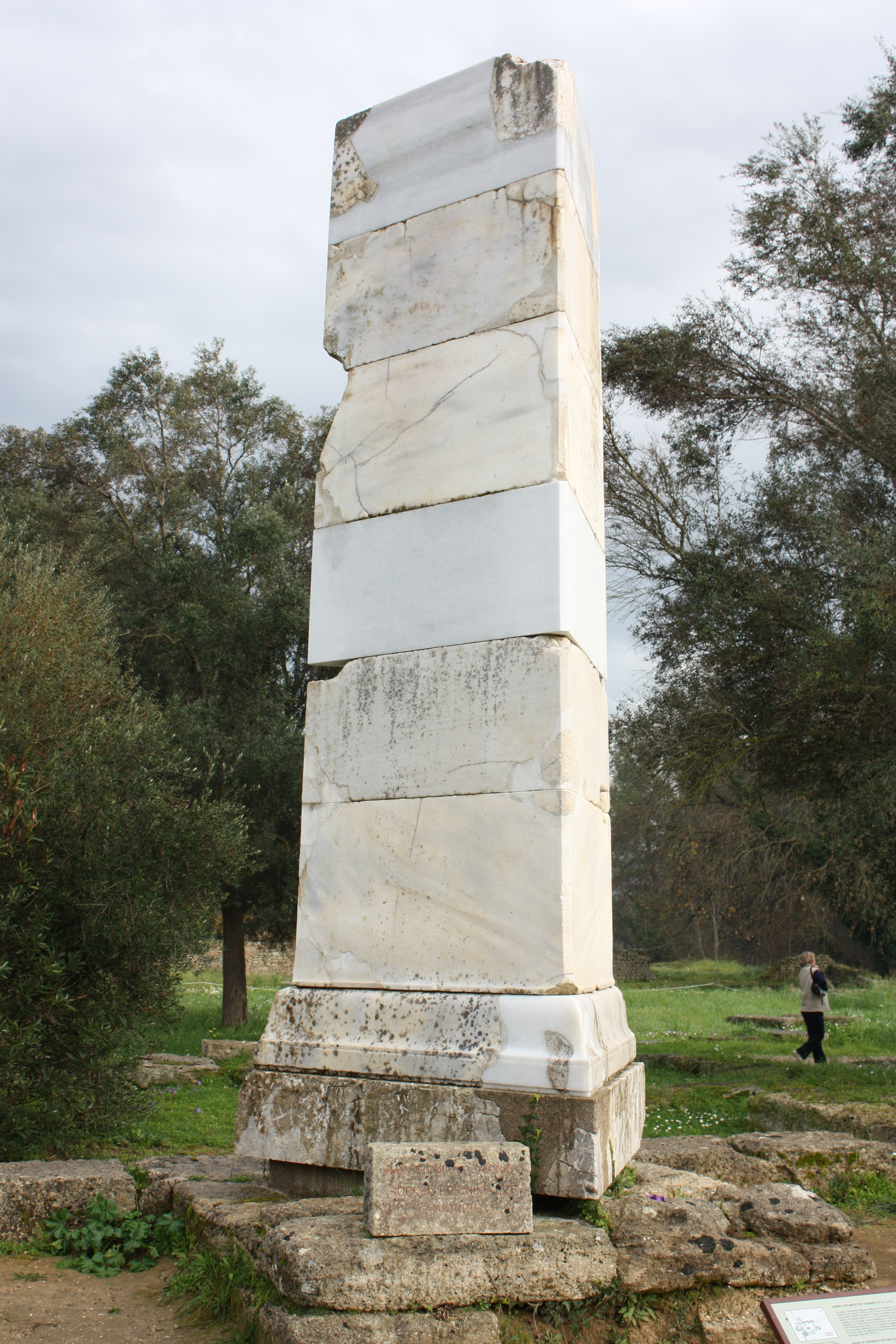
Сохранившаяся часть трехгранной колонны

Статуя была раскопана в греческом городе Олимпии в 1875—1876, где она первоначально стояла около храма Зевса на треугольной 6-метровой колонне. Включая постамент в храме, общая высота составляла 12 метров. На ней имеется надпись, гласящая, что мессеняне и навпактийцы посвятили эту статую Зевсу Олимпийскому из трофеев войн; работа выполнена Пеонием из Менде, который также выиграл конкурс на изготовление акротерия храма. Это указывает на то, что статуя была установлена в честь победы в битве на острове Сфактерия над спартанцами в 425 году до н. э.
Изготовленная из паросского мрамора, статуя богини была восстановлена из многих фрагментов, но ей не хватает лица, шеи, предплечий, части левой ноги, пальцев ног и некоторых фрагментов драпировки. У этой скульптуры также были крылья. Богиня победы изображена приземляющейся на подогнутые ноги, на теле имеется драпировка, создающая фон для её фигуры. В греческой мифологии рассказывается, что Ника Пеония несёт свою одухотворенность, пока она носит хитон. Орел у её ног указывает на стихию, сквозь которую она движется. Современники считали, что он внушает чувство плавучести, скорости и грации.

## Память
- В Греции были выпущены почтовые марки, посвященные Нике Пеония:
  - в 1896 году — с реконструированной фигурой богини, по случаю Олимпийских игр 1896 года;[4]
  - в 1979 году — с оригинальным изображением, в честь 50-летия соревнований по легкой атлетике в балканских странах[5].
- На медалях Олимпийских игр 2004 года в Афинах на лицевой стороне награды была изображена реконструированная статуя Ники Пеония с древней Олимпией на заднем плане; на оборотной стороне была изображена чаша олимпийского огня с первым куплетом олимпийского гимна на греческом языке вместе с логотипом афинских игр в верхней части медали[4].